# 月は地獄だ!
『月は地獄だ!』（つきはじごくだ!　原題：The Moon Is Hell!）は、アメリカの作家ジョン・W・キャンベルJr.が書いたSF小説である。月の裏側に着陸し、地球との連絡がつけられない状況のなかで、事故にあっても生き延びようとする男たちの姿を、1人の隊員が書いた日記形式で描いたものである。

## あらすじ
「ガーナー月探検隊」の一行は、月の裏側に無事に着陸した。一行は科学者や技術者など、15人の男たちだった。彼らはここで24ケ月間にわたり、探検調査を行う計画だった。宇宙船を分解し、それを資材にして基地を造り、エネルギー源となる光電池を設置した。探検は、太陽の高熱を避けて月の夜間に行われた。22ケ月めに犠牲者がでた。２人の男が裂孔のそばを調査していたとき、割れ目が崩れて落下した。月の弱い引力の中でも、この落下は致命的だった。死亡したモリスンとウィルコットにちなみ、そこは「モルコット裂孔」と命名された。
23ケ月めには、帰還用の宇宙船が来た。だがロケットエンジンが異常燃焼して、船は急上昇した。乗っているパイロットは懸命に制御しようとしたが、船は墜落し爆発した。船を失い、補給物資も失ってしまった。地球に救助を求めることもできない。男たちの生き延びるための戦いが始まった。
本作は、第一部「空気への戦い」と第二部「食料への戦い」に分かれている。第一部では、月面に存在する物質から酸素を取り出すまでの苦難が描かれている。第二部では、残り少なくなる保存食料に代わって、月面で入手できる材料から人工食料を合成する過程が描かれている。

## 書誌情報
- 『月は地獄だ!』（矢野徹訳、ハヤカワ文庫SF  SF226） 1977年2月15日発行
- 『月は地獄だ!』（矢野徹訳、岩崎書店、少年少女SFアポロシリーズ） 1969年